# Pasquich János
Pasquich János (németül: Johann Pasquich, horvátul: Ivan Paskvić, Zengg [ma: Senj, Horvátország], 1754. január 3. – Bécs, 1829. december 15.) bölcseleti doktor, római katolikus pap, a Budai Csillagvizsgáló igazgatója.

## Élete
Miután teológiai tanulmányait bevégezte, lelkész volt a segniai püspöki megyében; azután bölcseleti doktorrá avatták. 1784-ben természettani segéd (1758. július 25-én ötszáz forint fizetést nyert); 1786-tól az egyetem budai csillagvizsgálójának felügyelőjeként működött. 1789-től a mennyiségtan rendes tanára volt a Pesti Egyetemen, 1791-ben ő felsége tudományos munkálataiért aranyláncos éremmel tüntette ki. 1797-ben saját kérelmére elbocsájtották ezen állásából. 
Ezután Bécsben élt néhány évig, közben Zach híres csillagásznál Gothában tartózkodott. Folytonos betegeskedése miatt azonban, minthogy pesti orvosaiban jobban bízott, ismét visszatért Pestre. Minthogy barátai tartóztatták és ő is szeretett volna körükben élni, elhatározta, hogy végleg itt telepedik le. E célból állásért folyamodott a budai csillagvizsgáló intézetnél, amit 1803-ban, mint másodcsillagász, meg is nyert. A csillagvizsgáló épület felállítására legalkalmasabb helynek a Gellérthegyet jelölte ki. Itt épült saját és Reichenbach német optikus tervei szerint a budai csillagvizsgáló, melyet 1815. október 15-én ünnepélyesen megnyitottak. 
Többen is szakmai támadást intéztek ellene, Gauss és más német csillagászok közös cikkben léptek fel a rágalmazók ellen, melyet az Astronomische Nachrichten közölt. A budai csillagvizsgáló igazgatója volt 1824-ig, midőn visszavonult és Bécsben élt 1829. december 15-én történt haláláig. 1829-ben végrendeletében, rokonai halála után az egyetemnek 8000 váltó forintot hagyott tudományos célokra, mely összeg 1848-ban az egyetem birtokába jutott, kamatait a tőkéhez adták és 1863-tól kezdve az egyetemi ifjúság számára hirdetett pályakérdések jutalomdíjaira fordították. Munkáiban a szférikus csillagászattal kiemelten foglalkozott.
Cikkei a Bernouilli Magazinjában (Leipzig, 1786. Versuch über die Lehre vom gleichgewicht d. Kräfte am Hebel, Über d. grösste gemeinschaftl. Maass zweier ganzen Zahlen, Noch etwas über d. Theorie d. Hebels); a Zach, Monatl. Correspondenzében (1800. Über den Gebrauch der neuesten französischen Gradmessung bei geographischen Untersuchungen, Etwas über den Gebrauch der Lehre von Pendeln bei der Annahme der elipsoidischen Gestalt der Erde, 1802. Über die Bestimmung der Polhöhe von Molsdorf, Ohrdruff und vom Inselsberge, Zusatz zu Camerer's Aufsatz über fehlerhafte Lage d. Mittagsfernrohrs, 1803. Über die Krümmungs-Elipsoide für die nördliche Hälfte unserer nördl. Halbkugel, 1804. Über d. Flächenraum d. erdzonen, 1805. Gedanken über den Prony'schen Vorschlag zur Bestimmung der Länge des einfachen Secunden-Pendels, Über die Reduction der ausser dem Meridian beobachteten Zenitdistanzen auf den Meridian, Astronomische Nachrichten aus Ofen, 1808. Über den Gebrauch der Beobachtungen des Polar-Sternes in der Nähe seiner grössten Digression vom Meridian, Breitenbestimmungen von Tyrnau, Pressburg, Erlau und Raab, gemacht im Leufe der österreichischen Vermessung, Uo. az V-XXV. kötetekben: Planéták észlelése s földrajzi helymeghatározások); a pesti Gemeinnützige Blätterben (1813. Nachricht von der neuen kön. ung. Universitäts-Sternwarte zu Ofen, ábrával); a Lindenau Zeitschriftjében (1817. Nachrichten von dem Fortgange der Beschäftigungen auf der St. Gerhardsberger Sternwarte zu Ofen in Ungarn, Beobachtungen der Juno, angestellt auf der Sternwarte in Wien); az Astr. Nachrichtenben (1823. Cometen-Beobachtungen).

## Munkái
- Compendiaria euthymetriae institutio. Quam in usum studiosae juventutis exaravit... Graecii, 1781. Négy tábla rajzzal.
- Mechanische Abhandlung von der Statik und Mechanik der festen Körper. Im Lateinischen abgefasst von Joh. Horváth; zugleich von Johann Pasquich seinem Adjunct, ins Deutsche übersetzt. Pest, 1785. Három tábla rajzzal. (Ujabb kiadása: Buda, 1809. Öt tábla rajzzal)
- Versuch eines Beytrags zur allgemeinen Theorie von der Bewegung und vortheilhaftesten Einrichtung der Maschinen. Mit zwei Kupfertafeln. Leipzig, 1789
- Unterricht in der mathematischen Analysis und Maschinenlehre. I. Band enthaltend die Buchstaben-Rechenkunst und die so genannte Analysis endlicher Grössen, wie sie in seinen Papieren Herr Joseph Mitterpacher von Mitterburg hinterlassen hat. Uo. 1790. Egy táblarajzzal. II. Band enthaltend die Differential- u. Integral-Rechnung nebst Anwendung auf die merkwürdigsten krummen Linien. Uo. 1791. Két tábla rajzzal. III. Beilage zum ersten und zweiten Bande, Erweiterungen und Berichtigungen enthaltend. Uo. 1798. Egy tábla rajzzal. (A II. és III. kötet P. munkája)
- Elementa analyseos et geometriae sublimioris ex evidentissimis notionibus principiisque deducta. Cum figuris. Másik czím: Opuscula Statico-Mechanica principiis Analyseos Finitorum superstructa. Uo. 1799. Két kötet, öt tábla rajzzal.
- Rechenschaft von meinen Vorschlägen zur Beförderung der Astronomie auf der königl. Universitäts-Sternwarte in Ofen. Ofen, 1808. (Ism. Neue Annalen der Literatur II. 175. l.)
- Epitome elementorum astronomiae sphaerico-calculatoriae. Viennae, 1811. Két kötet, egy tábla rajzzal.
- Appendix ad... Epitomen elementorum practicorum astronomiae sphaerico-calculatoriae complectens tabulas auxiliares. Budae, 1810 és Viennae, 1811
- Anfangsgründe der gesammten theoretischen Mathematik. Zur Verbreitung eines gründlichen Studiums derselben unter denjenigen, welche nicht Gelegenheit haben, mündliche Anleitung dazu zu erhalten. I. Band. Anfangsgründe der Geometrie; ebenen und sphärischen Trigonometrie; und der Differential- und Integral-Rechnung. Wien, 1812-13. Két kötet. Három tábla rajzzal. (Nyom. Budán)
- Nachricht von der neuen königlich-ungarischen Universitäts-Sternwarte zu Ofen. Ofen, 1813 (Különnyomat a Gemeinnützige Blätterből).
- Tabulae logarithmico-trigonometricae contractae cum novis accessionibus ad abbreviandos facilioresque reddendos calculos trigonometricos editae a... Abgekürzte logarithmisch-trigonometrische Tafeln mit neuen Zusätzen zur Abkürzung und Erleichterung trigonometrischer Rechnungen. Lipsiae, 1817. Latin és német szöveggel.
- Grundriss gemeinfasslicher Vorlesungen über einige der vorzüglichsten Gegenstände des Natur-Schauplatzes zu belehrenden Winter-Unterhaltungen für ihrer Durchlaucht der Frau Fürstin Amalie Charlotte v. Anhalt-Bernburg-Schaumburg Prinzessinen Töchter Emma und Ida. Entworfen und herausgegeben von... Ofen, 1818. Hét tábla rajzzal.
- Freymüthige Beurtheilung und Würdigung der Astronomischen Anstalt auf dem Gerhardsberge zu Ofen. Ofen 29. März 1819. Czímlap nélkül.
- Johann Pasquich's Briefe an Hesperus (I-XII. Brief. 30. Juli 1821-24. jan. 1823.). Hely és év n.
- Pasquich Joh. an Daniel Kmeth. Ehrenrettung Pasquich's. (In Betreff des Kometen). Hely n. 1824